# Сейнт Франсис
Окръг Сейнт Франсис (на английски: St. Francis County) е окръг в щата Арканзас, Съединени американски щати. Площта му е 1664 km², а населението – 28 258 души (2010). Административен център е град Форест Сити.